# Blepharepium vorax
Blepharepium vorax är en tvåvingeart som beskrevs av Charles Howard Curran 1942. Blepharepium vorax ingår i släktet Blepharepium och familjen rovflugor. Inga underarter finns listade i Catalogue of Life.